# NGC 620
NGC 620 es una galaxia localizada en la dirección de la constelación de Andrómeda. Posee una declinación de +42° 19' 22" y una ascensión recta de 1 horas, 36 minutos y 59,6 segundos.
La galaxia NGC 620 fue descubierta el 14 de diciembre de 1871 por Édouard Stephan.